# جماعة الإمام البخاري
كتيبة الإمام البخاري هي جماعة إسلامية طلابية حنفية تقاتل في الحرب الأهلية السورية، تتكون أساساً من الأوزبك، وتعبر عن ولاءها لحركة طالبان الأفغانية. تتحالف الجماعة مع المنظمات الجهادية الأخرى في سوريا مثل جبهة النصرة و‌أحرار الشام، وإلى جانب المذكورين سالفاً وغيرهم فإنهم يشكلون جيش الفتح الذي اجتاح الكثير من محافظة إدلب في شمال سوريا في عام 2015.
سميت الجماعة على اسم الإمام البخاري، العالم الإسلامي في القرن التاسع الذي كان من بخارى في أوزبكستان.